# باسم أمين
باسم سمير أمين 9 سبتمبر 1988 من مواليد مدينة طنطا بمصر، أستاذ دولي كبير في الشطرنج، تصنيفه الدولي 2709 في نوفمبر 2018 أعلى تصنيف في تاريخ مصر والعرب وأفريقيا.
نال أمين اللقب في بطولة إفريقيا للشطرنج لسنة 2015، وفي 2008 احتل المركز الثالث في بطولة العالم للشباب. وهو خريج لكلية الطب.

## أهم البطولات الدولية

### بطولات العرب
- بطل العرب للرجال 2005 و2006 و2013.
- بطل العرب تحت 20 سنة 2005 و2006و2007.
- بالإضافة إلى 6 ذهبيات أخرى في مختلف الفئات العمرية.

### بطولات إفريقيا
- بطل أفريقيا فردى رجال خمس مرات أعوام 2009 و2013 و2015 و2017 و 2018
- ذهبية الفرق وذهبية الطاولة الثانية وفضية الشطرنج السريع في دورة الألعاب الإفريقية بالجزائر، يوليو 2007.
- بطل إفريقيا تحت 20 سنة 2005 و2006 بليبيا وبوتسوانا.

### البحر المتوسط
- بطل البحر المتوسط رجال 2014 اليونان
- برونزية تحت 20 سنة 2003 بليبيا.

### بطولات العالم
- برونزية العالم تحت 20 سنة تركيا 2008
- برونزية العالم تحت 18 سنة 2006 بجورجيا.
- سادس تحت 18 سنة 2005.
- ثاني بالتساوي، تحت 16 سنة 2004.
- سابع تحت 16 سنة 2003.
- خامس تحت 12 سنة 2000.
- تاسع تحت 10 سنوات 1998.

## مشاركاته في أولمبياد الشطرنج
| السنة | المدينة        | المنافسة              | + | − | = | النتيجة  | المركز |
| ----- | -------------- | --------------------- | - | - | - | -------- | ------ |
| 2008  | دريسدن         | أولمبياد الشطرنج 2008 | 5 | 3 | 2 | 6 من 10  |        |
| 2010  | خانتي-مانسييسك | أولمبياد الشطرنج 2010 | 7 | 0 | 3 | 8½ من 10 |        |
| 2012  | إسطنبول        | أولمبياد الشطرنج 2012 | 5 | 3 | 3 | 6½ من 11 |        |

## وصلات خارجية
- باسم أمين على موقع الاتحاد الدولي للشطرنج (الإنجليزية)
- باسم أمين على موقع مباريات الشطرنج (الإنجليزية)
- باسم أمين على موقع 365Chess.com (الإنجليزية)
- باسم أمين على موقع Chesstempo.com (الإنجليزية)
- باسم أمين سجل أولمبياد الشطرنج على موقع OlimpBase.org (الإنجليزية)
- حوار مع الأستاذ الدولي الكبير المصري باسم أمين.